# محمد باكبور
محمد باكبور (بالفارسية: محمد پاكپور) هو قائد عسكري إيراني وقائد لحرس الثورة الإسلامية. وتم تعيينه سابقًا بمنصب قائد القوة البرية للحرس في عام 2010 باقتراح من القائد العام لحرس الثورة الإسلامية اللواء محمد علي جعفري عبر حكم القائد العام للقوات المسلحة الإيرانية سيد علي خامنئي. العميد باكبور حاصل علی درجة الدكتوراه في فرع الجغرافيا السياسية.
وقَبلَ هذا المنصب، كان باكبور قد شغل المناصب كمساعد المنسّق للقوة البرية ومساعد مقر القيادة العامة لحرس الثورة الإسلامية.

## مسؤوليات
- قائد المدرعات لحرس الثورة الإسلامية في الحرب العراقية الإيرانية
- قائد مقر «نصرت» لحرس الثورة الإسلامية أثناء الحرب العراقية الإيرانية
- قائد العمليات لحرس الثورة الإسلامية
- قائد فرقة نجف ال8
- قائد فرقة عاشوراء ال31
- رئيس هيئة أركان القوة البرية لحرس الثورة الإسلامية
- قائد القوة البرية لحرس الثورة الإسلامية[1][6][7]

## تلقي وسام الفتح
في يناير 2014 منح قائد الثورة الإسلامية علي خامنئي وسام الفتح لمحمد باكبور وقام القائد العام لحرس الثورة الإسلامية اللواء محمد علي جعفري بتقديم التهاني والتبريكات من أجل تلقي هذا الوسام عبر رسالة كتبها للعميد محمد باكبور قال فيها: «أهنئكم بإخلاص إعطاء وسام الفتح من قبل سماحته (علي خامنئي) لفخامتكم، والذي هو نتيجة للجهود المشفقة وعلی مدار الساعة في تنفيذ المهام الموكلة.»